# Mỹ Linh
Mỹ Linh (* 19. srpna 1975, Hanoj) je vietnamská zpěvačka.

## Životopis
Narodila se jako Đỗ Mỹ Linh do rodiny dělniků. Zpěvu se věnuje od útlého věku a získala celou řadu cen na několika dětských hudebních soutěžích. V současné době je považována za jednu ze stálic mezi hvězdami vietnamské populární hudby (Thanh Lam, Hồng Nhung a Trần Thu Hà).